# کوه‌های مریخی زگلیک
دره‌های مریخی زگلیک شهرستان اهر در ۲۵ کیلومتری شرق شهر اهر و در نزدیکی روستای قشلاقی زَگلیک واقع شده‌است.
این دره‌ها در میان اهالی بومی «جیریخلار» نامیده می‌شود و به گفتهٔ برخی از ریش سفیدان محلی بخشی از دره‌ها قبلاً بهره‌برداری شده و به عنوان مصالح در احداث پادگان شهید بیگلری استفاده شده‌است.
مریخی با عمق حدود ۵۰ تا ۱۰۰ متر به عنوان جاذبه‌ای ژئوتوریستی میان گردشگران شناخته می‌شود و به تازگی در نزدیکی این جاذبهٔ زیبا و منحصر بفرد معدن طلا کشف شده‌است. چشمه با آب سیاه رنگ تناقض بصری جالبی را با کوه‌های رسوبی زرد،قرمز و سفید این دره‌ها ایجاد می‌کند.
در کنار بازدید از دره‌های مریخی می‌توان از درخت تاریخی چنار ۸۵۰ ساله نیز بازدیدی داشت و مهمان عشایر خونگرم قشلاق زگلیک نیز بود.